# Приземление на лапы

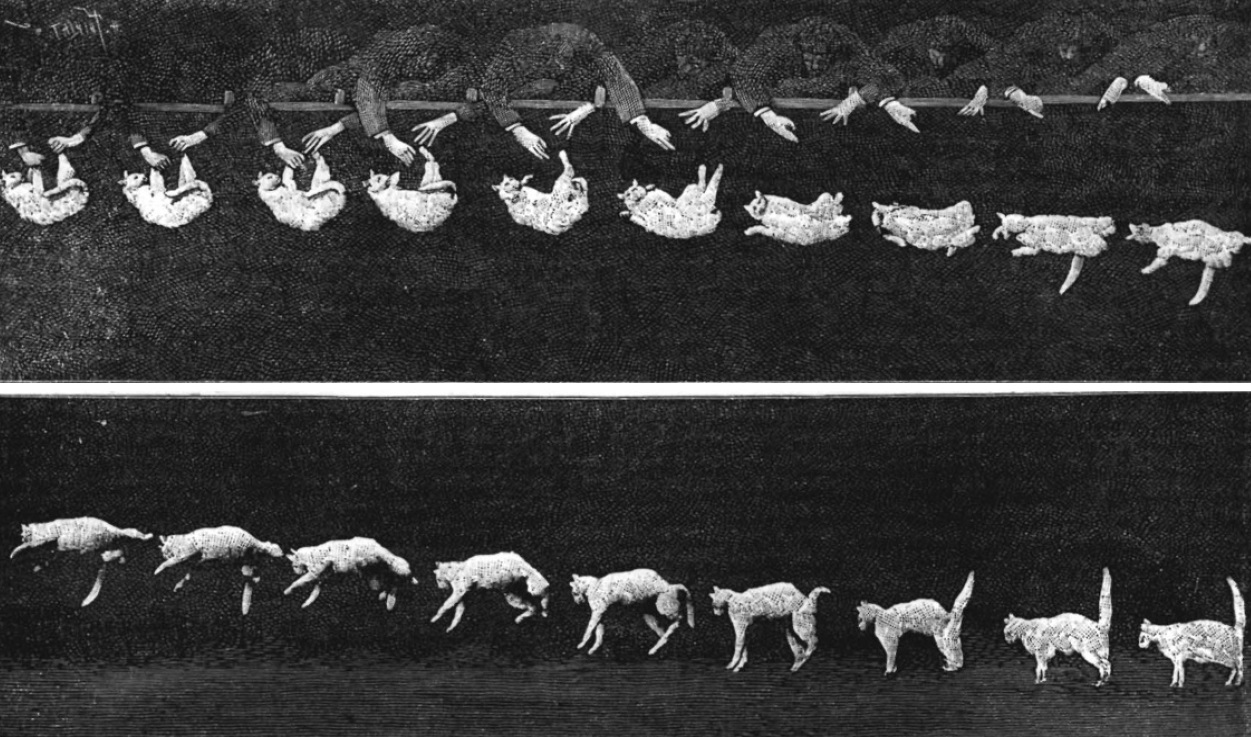
«Падающая кошка» — 19 последовательных кадров, демонстрирующих умение кошки приземляться на четыре лапы с переворотом в воздухе на 180°. Работа опубликована в 1894 году в журнале Nature, автор — Этьен-Жюль Маре

Приземле́ние на ла́пы — врождённая способность кошек приземляться на четыре лапы независимо от того, в каком положении кошка была в начале падения и с какой высоты она упала.

## История
История изучения падения кошек уходит своими корнями далеко в прошлое, но только в 1894 году в журнале Nature была опубликована статья с покадровыми фотоснимками падения кошки от Этьен-Жюль Маре, а с разницей в 95 лет было впервые дана терминология этому эффекту — пазематоло́гия. В 1989 году ученый Джаред Даймонд впервые упомянул это определение в своей книге «Как кошки выживают после падения с небоскребов Нью-Йорка».
Этимология данного слова формируется от др.-греч. πασέμα — «падение» и λόγος — «учение», хотя в английском языке пишется так англ. pesematology. Получается, что пазематология — это ветеринарный термин об одной из нескольких физиологических врожденных способностей кошки падать на лапы. Существует и часто используется распространенное заблуждение в определении данного термина, называя пазематологию наукой. На самом деле доказательств, что пазематология кошек является официальной наукой нет. 
Проводилось множество экспериментов, которые последовательно показывали, как кошка способна всего за несколько секунд развернуться из положения вниз спиной и приземлиться на лапы. Эта способность кошек изучалась профессорами физики, математики, геометрии, авиационных, механических, динамических наук и даже космонавтики. Кошки всегда приземляются на четыре лапы. Кошки действительно имеют гораздо более высокие шансы выжить при падении с высоты, чем человек. Умение кошек удачно приземляться и называется «пазематология». 

## Описание
Рефлекс приземления на лапы начинает проявляться у котят к возрасту 3—4 недели и закрепляется к 6—7 неделям. Возможность совершения подобного приземления обеспечивают кошке очень гибкий позвоночник и отсутствие ключицы. Минимальная высота для переворота кошки на 180° составляет всего около 30 сантиметров. Вопреки ранее распространённому заблуждению, кошки без хвоста почти так же свободно приземляются на четыре лапы, так как для сохранения момента импульса они используют задние лапы, а не хвост.
За чувство равновесия у кошек отвечает хорошо развитый вестибулярный аппарат, расположенный во внутреннем ухе. Дополнительным предохраняющим средством при падении служит рефлекторное расставление лап в стороны, в результате чего поверхность тела кошки увеличивается, и срабатывает «эффект парашюта». Однако в случае падения с большой высоты (из окон многоэтажных домов) этот рефлекс не всегда срабатывает, и животное может разбиться, что связано с эффектом «шока» при выпадении из окна. При падении с малой высоты (например, с рук ребёнка) времени на разворот может быть недостаточно, и кошка также может получить травму. Как показали новые исследования, при падении с большой высоты кошки приземляются не на лапы, а скорее на живот. В 1976 году ветеринарным врачом из Нью-Йорка Гордоном Робинсоном был описан так называемый высотный синдром, согласно которому: «чем выше здание, с которого упала кошка, тем меньше повреждений получит животное. То есть, как ни парадоксально, 15-й этаж безопаснее 2-го». Математиком Ричардом Монтгомери была разработана теория, получившая название «Задача о падающей кошке», согласно которой кошка, падающая спиной вниз, переворачивается спиной вверх, даже если кинетический момент равен нулю.
С какой бы высоты ни падала кошка, её скорость не превысит 100 км/ч. Этому способствуют небольшой размер, лёгкие кости и шерсть, а также то, что в полёте кошка расставляет все лапы, достигая, как уже говорилось выше, «эффекта парашюта». Для сравнения — скорость падающего человека достигает 210 км/ч, даже если он в падении максимально увеличивает площадь своего тела для сопротивления набегающему воздуху.

## Техника

Схема выравнивания кошки в полёте

Согласно современным представлениям, для переворота в воздухе при падении кошка изгибает свое тело примерно посередине, после чего вращает одновременно переднюю и заднюю часть тела вокруг своей оси, в то же время изменяя направление изгиба своего тела. При этом угловой момент, возникающий от вращения тела кошки, компенсируется изменением направления изгиба, и суммарный угловой момент (с учетом того, что угловой момент — векторная величина) оказывается равным нулю.
В ряде научно-популярных источников излагается также версия, что кошка компенсирует угловой момент от вращения тела, поочередно подтягивая и распрямляя задние и передние лапы и вращая переднюю и заднюю половину тела в разные стороны. Теоретически, поступая так, кошка также могла бы перевернуться в воздухе, не нарушая законов физики, однако авторы научных работ, рассматривающих переворот кошки в воздухе, исходят из того, что тело кошки изгибается, но не скручивается, и обе половины своего тела кошка вращает синхронно.